# Chuchelské lázně
Chuchelské lázně (Kuchelbad) jsou bývalé lázně v Praze v Malé Chuchli v ulicích Lázeňská a Zbraslavská. Areál je chráněn jako kulturní památka České republiky; předmětem památkové ochrany jsou lázeňský dům, lázeňská budova I se zahradou, lázeňské budovy II, III a IV, vila Maria se zahradou, kaplička Panny Marie, ohradní zeď a zahrada usedlosti čp. 4.

## Historie
V 1. polovině 18. století byla vystavěna kaplička nad pramenem, který vyvěrá na úpatí svahů nad Chuchlí. Dole pod svahem poté vznikla panská lázeň, bylo postaveno několik lázeňských a obytných domů se zahradami a vybudován rybníček. Léčivost pramene potvrdil rozbor složení vody provedený roku 1760 profesorem Janem Antonínem Scrinci. Areál měl v 19. století vysokou návštěvnost a byl oblíbeným výletním místem.
Ještě před rokem 1900 však byla zpochybněna léčivost vody a lázně ukončily svou činnost. Po skončení 2. světové války některé budovy zanikly.

## Lázeňské budovy
- Lázeňský dům (V lázních č.p. 4/2, Zbraslavská č.p. 4/9) – Podélná obytná budova stojí na kraji lázeňského areálu a svým průčelím je otočená k východu k řece. Její pozdně klasicistní podoba pochází z roku 1879. Patrová budova je zastřešena valbovou střechou. V patře má pavlač přístupnou vnějším schodištěm, ta je podepřena arkádou sklenutou plackami. Hranolové pilíře jsou přepásány páskovou hlavicí, mezi patkami oblouků jsou štuková ozdobná kolečka. Fasádu domu člení pásová rustika. Osmidílná okna v páskové šambráně jsou osazena v líci průčelí. Jedenáctiosé průčelí má pod pavlačí 6 okenních os, vedle schodiště tři osy a poté následují vstupní dveře.[4]
- Lázeňská budova I se zahradou (V Lázních č.p. 42/3), bývalý hostinec – Jednopatrová budova stojí na obdélném půdorysu. Valbová mansardová střecha je kryta plechem. Nově upravené fasády mají tři a sedm okenních os v plochých šambránách. Širší průčelí je obrácené ke kostelu a zdobí jej tříosý rizalit. Na severním průčelí tvořícím hranu návsi byl původně umístěn štít s hodinami. Budova má dva vstupy - jeden ve střední ose návesního průčelí, druhý z nádvoří, které směřuje ke kostelu. Tato budova patří ČZU.[5]. Ještě roku 1980 stála v zahradě bývalého lázeňského hostince fontána, která se skládala z  kruhové mísy na válcové noze z umělého kamene s vodotryskem ve středu mísy. Další vodotrysk se nacházel na náměstíčku před budovou lázní. Oboje zaniklo.[2] V horní restauraci na terase ve východní části hostince se 28. června 1881 odehrála „Chuchelská bitka“. Napadení německých studentů českými studenty souviselo s boji o rozdělení pražské Karlo-Ferdinandovy univerzity.
- Lázeňská budova II (V Lázních č.p. 42/3) – Patrová budova novorenesančního stylu na půdorysu protáhlého obdélníku má desetiosé průčelí s výraznými nárožními rizality. Pochází z konce 19. století. K hlavní lázeňské budově je připojena drobným krčkem s vnějším schodištěm. Přízemí má dva symetricky osazené vstupy. Okna v přízemí jsou jednotlivá, v patře sdružená a klenutá půlkruhem.[6]. Z bývalé kuželny se dochovalo pouze torzo obvodové zdi.[7] V letech 2011–2012 prošla rekonstrukcí; investorem je Institut vzdělávání a poradenství České zemědělské univerzity v Praze.[8]
- Lázeňská budova III (V Lázních č.p. 44/5) – Původně klasicistní patrová budova na čtvercovém půdorysu vznikla kolem roku 1840. Tato drobná stavba s valbovou střechou má hlavní průčelí o čtyřech okenních osách. Fasádu člení kordonová zdobená korunní římsa. Na východní straně domu je mladší přístavek se vstupem. Dům byl upravován ve 3. čtvrtině 19. století a ve 20. století.[9] Štolou pod tímto domem protéká voda z pramene.[3]
- Lázeňská budova IV (V Lázních č.p. 45/7) – Patrový dům obdélného půdorysu má valbovou střechu krytou prejzy.[10] Na čelní straně má v nice umístěnou sošku Panny Marie. Pod domem a pod ulicí V Lázních se nacházejí částečně klenuté, částečně ve skále vylámané sklepy.[3]

## Vila Maria
Bývalá myslivna (V Lázních č.p. 43/4) – Vila obdélného půdorysu s připojenou terasou stojí na svažitém terénu při cestě k léčivému prameni. Je kryta valbovou střechou. Hlavní průčelí má pět okenních os, boční tři osy. Do vily na letní byt jezdil koncem 19. století básník Jaroslav Vrchlický s rodinou, který zde přijímal návštěvy českých intelektuálů. Údajně zde napsal báseň „Legenda chuchelská“. Pobyt Vrchlického v lázních inspiroval Františka Kožíka při psaní románu „Za trochu lásky...“.

## Kaplička Panny Marie
Nad pramenem – Kaplička pravděpodobně pochází z období kolem roku 1760. Tato jednoduchá stavba s trojúhelným štítem je celá vyzděná z lomového kamene a zčásti je zanořená do prohlubně v terénu. Průčelí má prolomeno polokruhově uzavřeným vstupem s dvoukřídlou kovanou mříží. Oblouk nad vstupem je vyklenut z hrubých nepravidelných deskovitých klenáků. Uvnitř kaple pod predellou je prostor s lavabem, odkud vyvěrá silný pramen. Později byla zřejmě upravována - na průčelí je patrná odlišná vyzdívka.

### Mariánský pramen
Vydatnost pramene se trvale pohybuje okolo 2,5 l/s. Podzemní voda je vápenato-hořečnato-uhličitano-síranová se slabě alkalickým pH a zvýšenou mineralizací a je přesycena kalcitem.

## Další informace
Do „vyhlášených lázní chuchelských“ vozily výletníky a majetnější rodiny bryčky s jedním koněm ze Smíchova od hostince U Čísla 1. Lidé sem přijížděli také po železnici do bývalé stanice Chuchle, která stála poblíž lázeňských domů.

## Galerie

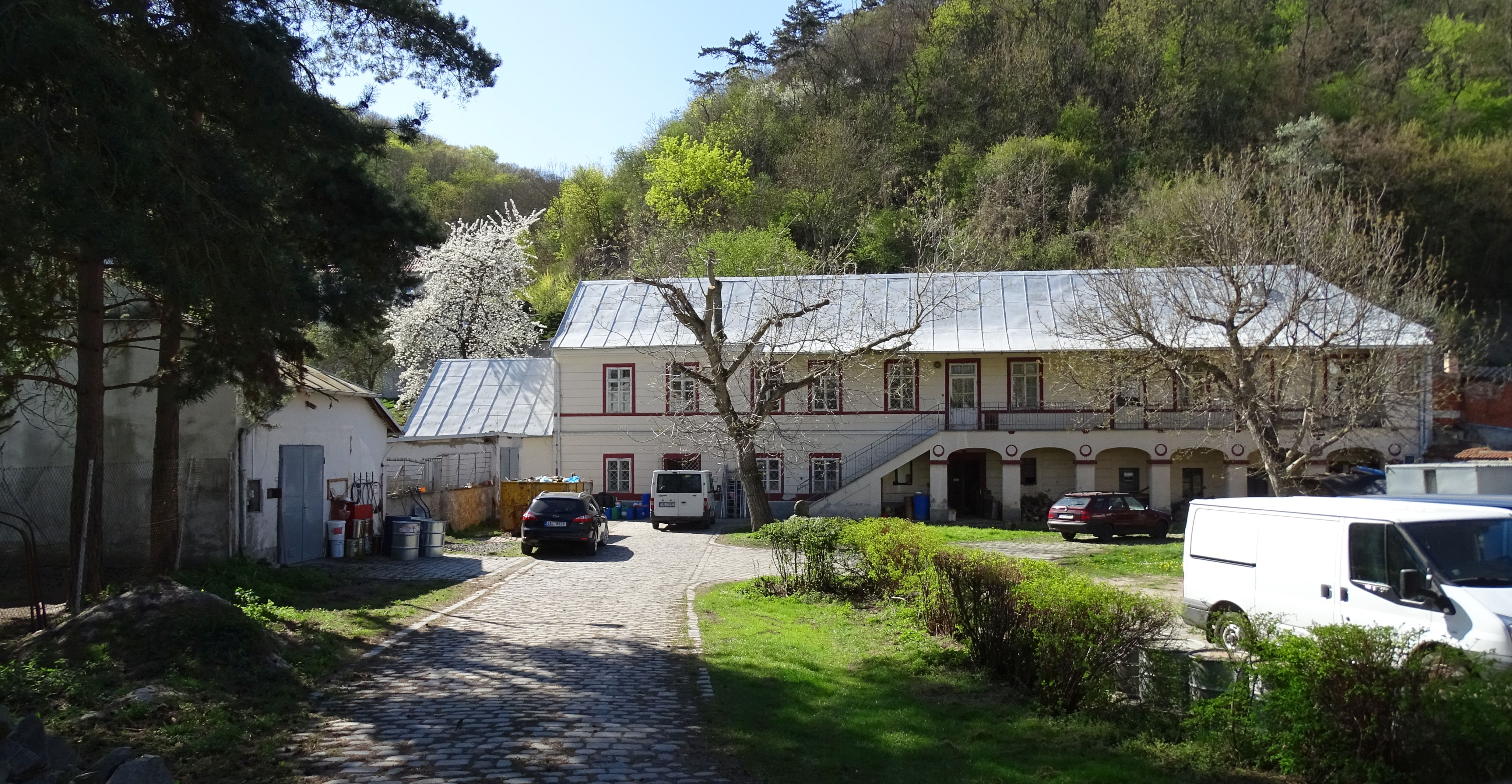
Lázeňský dům
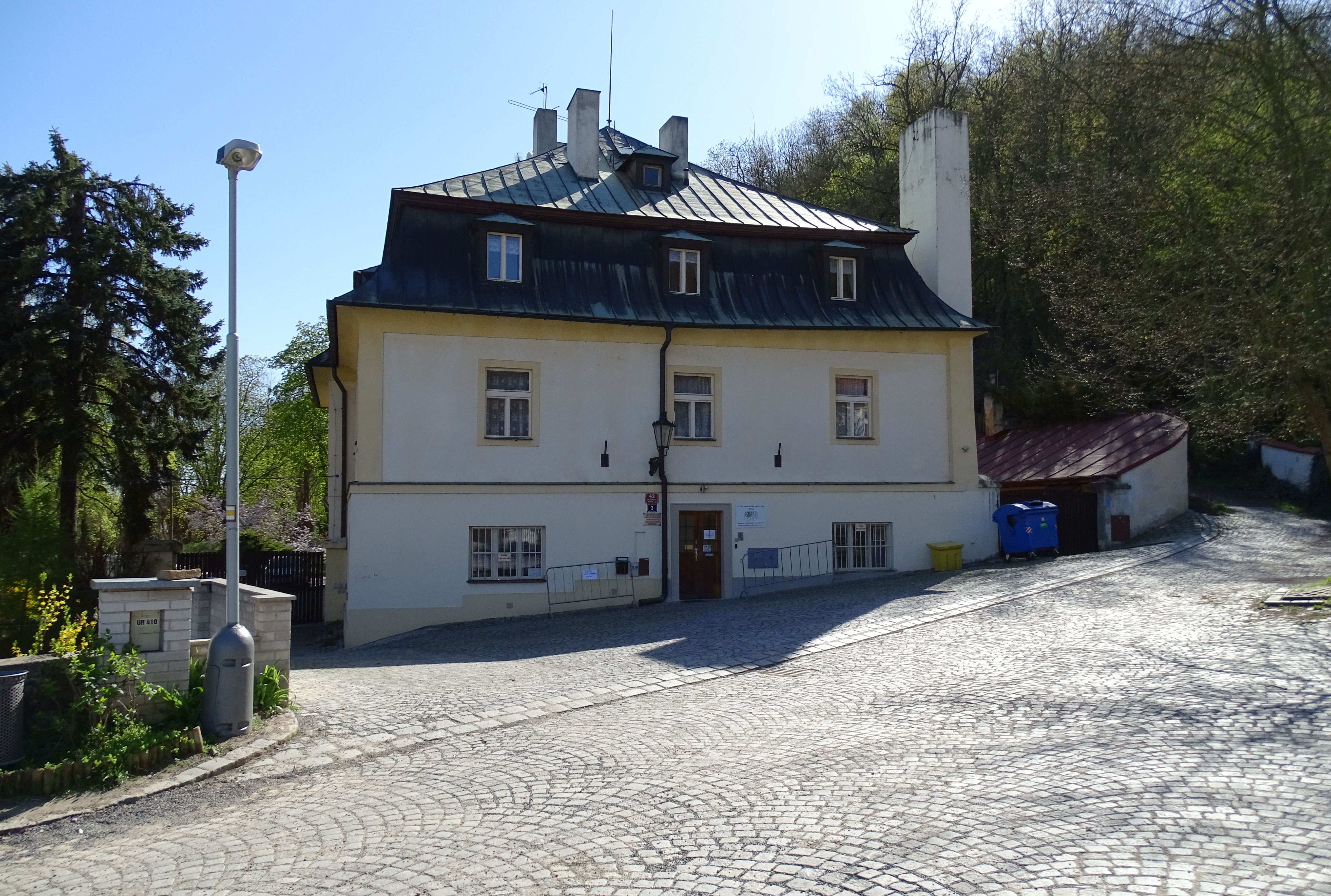
Lázeňská budova I (bývalý hostinec)
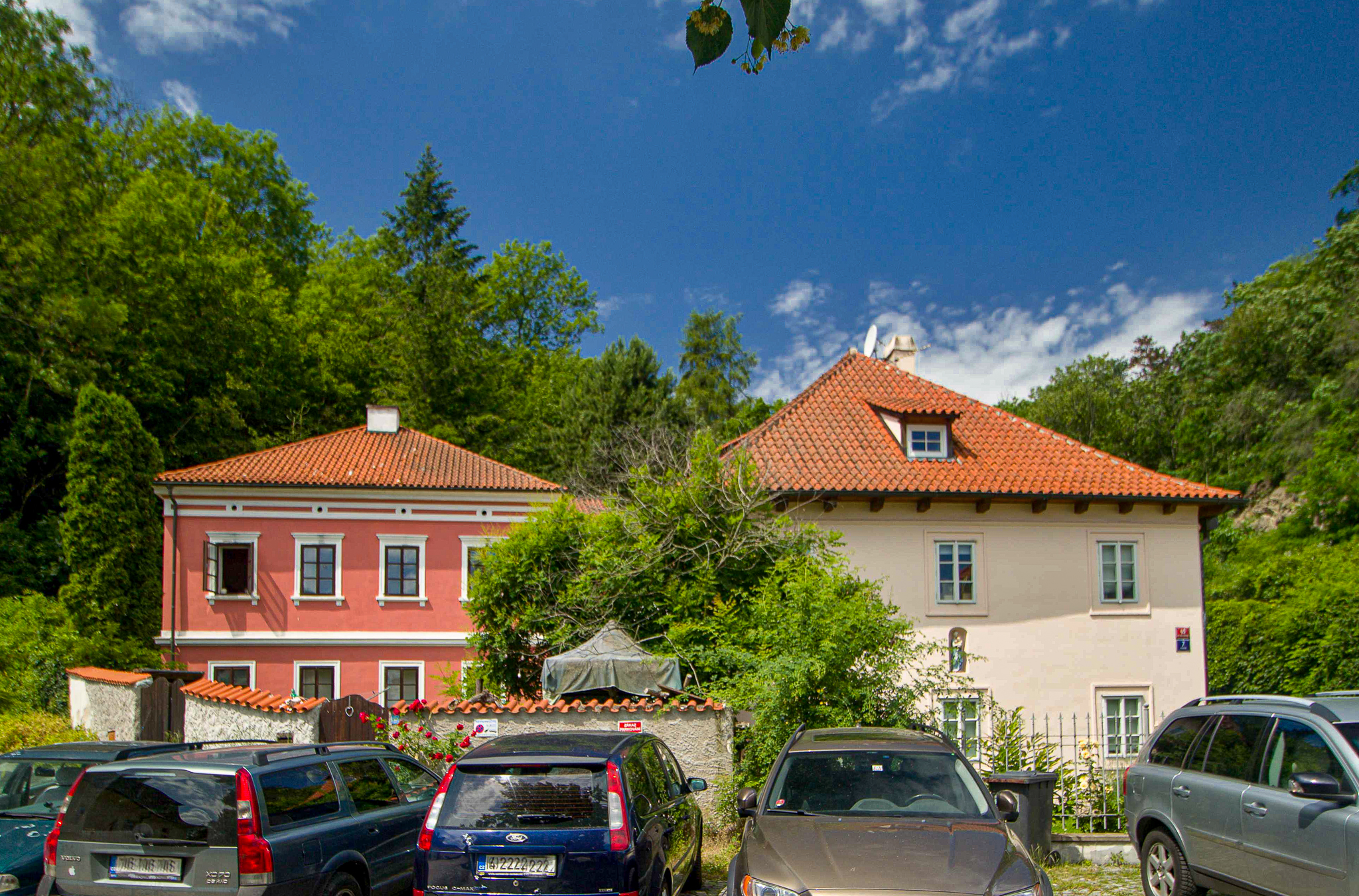
Lázeňské budovy III (vlevo) a IV (vpravo)
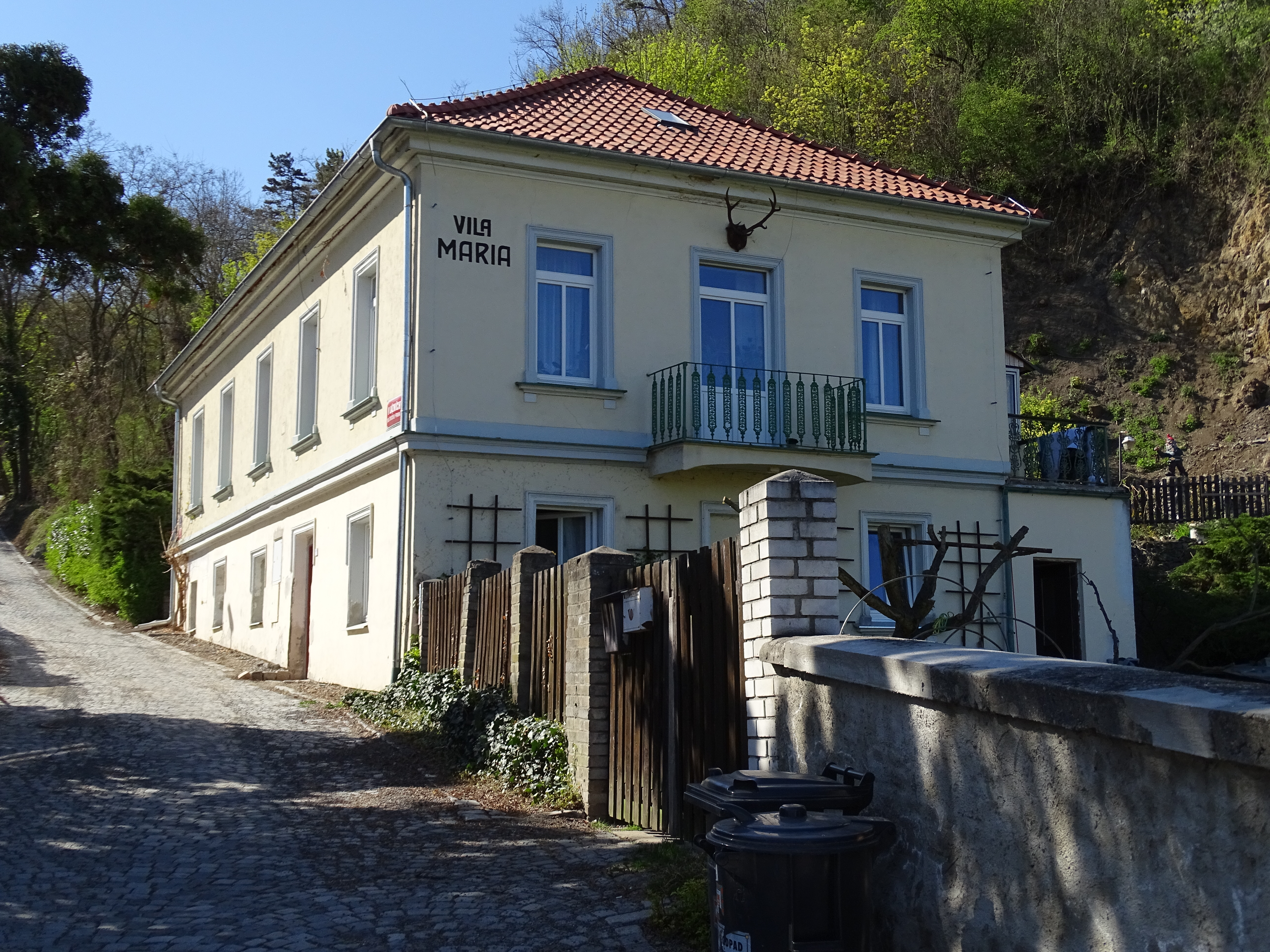
Vila Maria (bývalá myslivna)
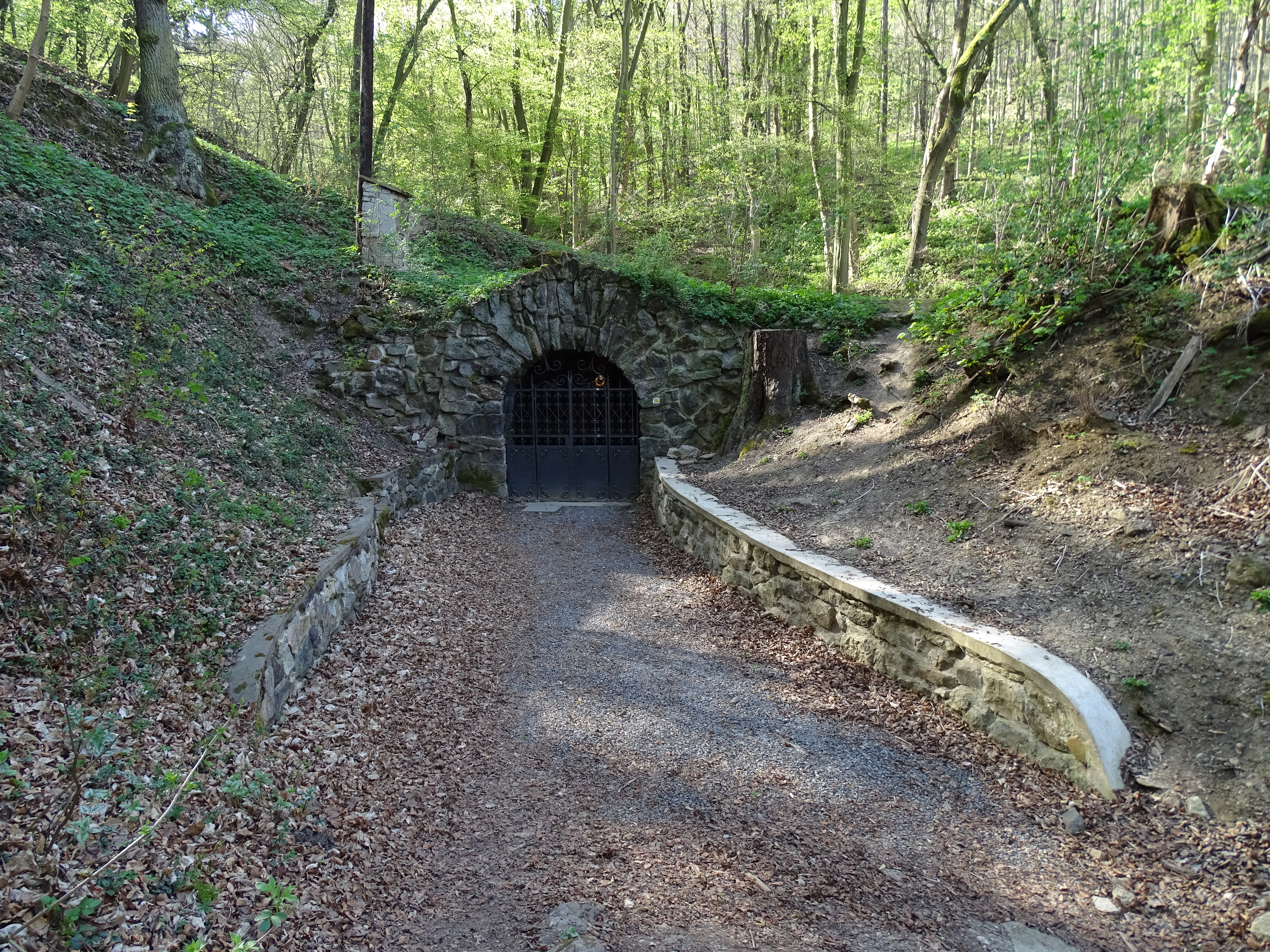
Kaplička Panny Marie nad pramenem